# Rat Trap
Singles de The Boomtown Rats
Like Clockwork
(1978) I Don't Like Mondays
(1979)
Pistes de A Tonic for the Troops
(Watch Out for) The Normal People Lying Again
Rat Trap est une chanson des Boomtown Rats parue en 1978 sur le deuxième album du groupe, A Tonic for the Troops.
Sortie en single, elle se classa en tête des ventes au Royaume-Uni en novembre, détrônant la chanson Summer Nights tirée du film musical Grease qui était restée numéro 1 pendant sept semaines. Le leader du groupe, Bob Geldof, marqua le coup en déchirant une photo de John Travolta et Olivia Newton-John lors d'un passage dans l'émission Top of the Pops.

## Musiciens
- Bob Geldof : chant, saxophone
- Pete Briquette : basse, chœurs
- Gerry Cott : guitare
- Johnnie Fingers : claviers, chœurs
- Simon Crowe : batterie, chœurs
- Garry Roberts : guitare, chœurs